# 31 Dywizja Grenadierów
31 Dywizja Grenadierów (niem. 31. Grenadierdivision) – jedna z niemieckich dywizji grenadierów z okresu II wojny światowej. 
Utworzona w lipcu 1944 roku ze znajdującej się w stadium formowania 550 Dywizji Grenadierów i resztek 31 Dywizji Piechoty. W składzie XXVIII Korpusu Armijnego 18 Armii Grupy Armii Północ walczyła na terenie Łotwy. W październiku 1944 roku przekształcona w 31 Dywizję Grenadierów Ludowych.

## Struktura organizacyjna
- 12 pułk grenadierów
- 17 pułk grenadierów
- 82 pułk grenadierów
- 31  kompania fizylierów
- 31 pułk artylerii
- 31 kompania artylerii plot.
- 31 batalion dział szturmowych
- jednostki dywizyjne